# Radio Intereconomía
Radio Intereconomía es una cadena radiofónica española que emite una programación temática, especializada en la información económica. Inició sus emisiones en 1994 y forma parte de Intereconomía Corporación.
Actualmente está desvinculada de El Toro TV.

## Historia
Impulsada por el empresario Jesús Gasulla, Radio Intereconomía inició sus emisiones en Madrid el 7 de octubre de 1994, utilizando la frecuencia modulada de Radio Vinilo,emisora propiedad de Radio Intercontinental. A principios de 1995, tras un acuerdo entre Gasulla y Antonio Asensio, la emisora fue adquirida por Monte Cañaveral S.L. (propiedad en un 80% del Grupo Zeta), empresa editora de las publicaciones económicas La Gaceta de los Negocios y Dinero.
En 1997, con la llegada de Julio Ariza Irigoyen, se inicia una etapa de crecimiento, extendiéndose como cadena con frecuencias por toda España. Así mismo, la adquisición de otros medios, como la agencia Fax Press o la revista Época, dan origen a la creación del Grupo Intereconomía.
En 2003 uno de los programas más veteranos de la emisora, Capital, dirigido y presentado por Luis Vicente Muñoz, fue distinguido con el Premio Ondas.
En marzo de 2008 se inicia la emisión como canal de radio en la televisión digital terrestre por el multiplexor compartido en el canal 66 con cobertura nacional y también emite mediante la radio digital DAB por el multiplex MF-I.
En 2009 los periodistas Borja Nocito y Gonzalo Giráldez abandona la compañía y crean su propia emisora, Gestiona Radio. 
En 2013 se va el periodista Luis Vicente Muñoz para crear su propia emisora de radio llamada Capital Radio.
En 2014 se va el periodista Carlos Peñaloza para crear su propia emisora de radio llamada Radio Internacional.
Definitivamente a partir del 13 de febrero de 2014 las siguientes emisoras coincidiendo con el cierre a nivel nacional en abierto en la TDT de Intereconomía TV: Radio Intercontinental,  y algunas frecuencias de Interpop Radio, se han fusionado en una única emisora llamada Radio Inter.
El 13 de febrero de 2014 deja de emitir en TDT a través de frecuencia nacional en abierto.
Desde el lunes 7 de enero de 2019 Radio Inter pasa a manos de grupo de Radio Internacional al 96,7 %. Su actual presidente es Carlos Peñaloza.
El primer presidente de Radio Intereconomía fue: Julio Ariza.
- Actuales directores de emisoras surgidas de la original Radio Intereconomía:
  - Director de Radio Intercontinental Madrid es: Enrique Riobóo De la Vega, Canal 33 Madrid
  - Director de Radio Inter es: Carlos Peñaloza, Grupo Internacional de Medios
  - Director de Radio Intereconomía es: Ruben Gil
  - Director de Capital Radio es: Luis Vicente Muñoz
  - Director de Radio Libertad es: Julio Ariza, El Toro TV

En diciembre de 2018 la emisora pasa a mano de Silicon Radio, una empresa creada pocos meses antes, cuyo administrador único es Daniel Martín Escanciano, un ex empleado de Intereconomía.
En junio de 2019 Radio Intereconomía se muda a los antiguos estudios de Gestiona Radio situados en el número 105 de la calle madrileña de Velázquez.

## Actuales dirigentes de Radio Intereconomía
- Daniel Martín-Escanciano
  - Ingeniero y emprendedor. En 2019, Daniel Martín-Escanciano asume la gestión de Radio Intereconomía como CEO de la emisora, con el objetivo de potenciar más que nunca su posicionamiento en el panorama de los medios económicos con un proyecto que se apoye en las nuevas tecnologías, el entorno digital y los nuevos productos adaptados a la demanda de los oyentes de la radio líder de España en la temática económica.
- Ruben Gil
  - Director de Radio Intereconomía desde 2023, emisora en la que lleva trabajando desde el año 2016 como subdirector del programa Capital Intereconomía con Susana Criado y responsable de espacios como H2 Intereconomía y el Foro de Empleo.
- Nani Murillo
  - Directora comercial, cuenta con una amplia experiencia en los medios de comunicación y lleva cerca de 19 años trabajando en el sector de la publicidad, con especialización en el sector de la radio. Se incorporó a Radio Intereconomía en 2013, en donde ha liderado el departamento comercial, con resultados muy positivos, en un momento de especial cambio de modelo de negocio en los medios de comunicación.
- César García Cuesta
  - Director técnico, con más de 20 años de experiencia en la dirección técnica de radio, César García Cuesta ha desarrollado su trayectoria profesional en Radio Intereconomía prácticamente desde la fundación de la emisora y ha llevado a cabo la evolución tecnológica de Radio Intereconomía en estos años de transformación digital.
- Susana Criado
  - Directora de Capital Economía, lleva más de 20 años el mundo de la comunicación y su pasión son los mercados. Dirige el programa Capital Economía, liderando las mañanas de la radio especializada en economía. Ha desarrollado la mayor parte de su carrera profesional en Radio Intereconomía, en donde estuvo al frente del Cierre de Mercados, programa por el que consiguió dos premios Antenas de Plata y el galardón Joven & Brillante en Información Económica.
- Alma Navarro
  - Directora de Visión Global, licenciada en Periodismo y Comunicación en la Universidad Carlos III de Madrid. Su andadura profesional empezó en el periodismo local en Onda Cero. Después de un Máster de radio, pasó 5 años en Radio Nacional de España. Allí trabajó en informativos de fin de semana y en la edición del informativo matinal. Desde 2018 forma parte del equipo de redacción de Radio Intereconomía. Ha pasado por la subdirección de Visión Global y de Cierre de Mercados. También ha presentado Ecosistema Digital y La Hora del Inversor. Actualmente, está al frente de las noches de Intereconomía en Visión Global de 7 a 10 de la noche.

## Programación
Emite una programación especializada en la información económica (evolución de los mercados financieros de todo el mundo en tiempo real, programas destinados al mundo de la empresa, etc.), intercalada con información de actualidad y con el estilo de vida de los empresarios, directivos y profesionales. La información económica y financiera, se combina también con la información general (política, cultural y social) y otros contenidos de entretenimiento.

## Audiencia
Radio Intereconomía es la emisora económica con más oyentes de España, La segunda oleada del EGM del 2015 incida que posee una audiencia de lunes a viernes de 49.000 oyentes, cifra que consolida su liderazgo entre las radios económicas al aumentar notablemente su distancia con su  competidor, Gestiona Radio, que tiene menos de la mitad de oyentes que Radio Intereconomía En el primer EGM de 2020 acumula 19.000 oyentes. En las radios económicas compite directamente con Capital Radio (España).

## Premios
- Antena de Plata (2015): Joaquín Martín, presentador de Ruta 42.
- Antena de Plata (2005): Natalia Obregón, periodista de Capital Intereconomía.
- Premio Joven y Brillante de Periodismo Económico (2004): Susana Criado, presentadora de Capital Intereconomía.
- Ondas al mejor programa radiofónico (2002): Capital Intereconomía.

## Frecuencias

### FM

#### Andalucía
- Granada: 93.5 FM
- Sevilla: 102.7 FM

#### Aragón
- Zaragoza: 104.6 FM

#### Asturias
- Gijón: 107.4 FM

#### Canarias
- Tenerife: 90.9 FM

#### Castilla y León
- Salamanca: 92.7 FM

#### Cataluña
- Barcelona: 97.5 FM

#### Comunidad de Madrid
- Madrid: 95.1 FM

#### Comunidad Valenciana
- Valencia: 107.1 FM

#### La Rioja
- Logroño: 105.2 FM

#### Navarra
- Pamplona: 106.6 FM
- Tafalla: 104.4 FM
- Tudela: 104.5 FM

#### Región de Murcia
- Murcia: 98.4 FM

### Emisoras que conectan conEl Toro TV
- Estos programas: 'Dando Caña', 'Pulso Económico', 'La Redacción Abierta', 'El Gato al Agua', 'Más se perdió en Cuba' se emiten en:
  - Radio Libertad (España)[6]
    - Madrid: 107.0 FM
    - Palma de Mallorca: 89.8 FM
    - Murcia: 93.9 FM
    - Valladolid: 107.0 FM

## Ideología
En sus inicios apoyaron al partido político Alternativa Española principalmente, actualmente apoyan al partido político VOX principalmente.
En la actualidad fuera de España apoyan a los partidos político integrados y socios regionales en Partido de los Conservadores y Reformistas Europeos principalmente.

### Acusaciones de extrema derecha
Aunque el canal nunca se ha considerado extremista, según distintos sectores del periodismo y de los medios de comunicación se ha criticado que el grupo de comunicación, comentarios en el canal, y su línea editorial proceden del sector político de la ultraderecha.
También se señaló a Intereconomía como "extremismo ideológico" o de extrema derecha desde la izquierda política española.
Desde la derecha, tanto el director del diario conservador La Razón, Francisco Marhuenda, como Enric Sopena tacharon a Intereconomía de “grupo infecto de ultraderecha”.
Uno de sus contertulios fue Fernando Paz, líder de VOX en Albacete, cuyos comentarios han levantado fuertes polémicas. Por estas declaraciones fue forzado a renunciar y abandonar su partido.

### Acusaciones de franquismo
Medios y personalidades adjetivan al canal de "franquista". Son frecuentes sus homenajes al franquismo, como por ejemplo cuando el 12 de octubre de 2012 se difundió la emisión de cine de propaganda del régimen en homenaje a los españoles que combatieron en la División Azul.